# Richard Corts
Friedrich Richard Corts (* 16. Juli 1905 in Remscheid; † 7. August 1974 ebenda) war ein deutscher Leichtathlet und Olympiamedaillengewinner.
Bei den Olympischen Spielen 1928 in Amsterdam gewann er die Silbermedaille in der 4-mal-100-Meter-Staffel zusammen mit Georg Lammers, Hubert Houben und Helmut Körnig, wobei Richard Corts als zweiter Läufer antrat. Er nahm bei diesen Olympischen Spielen auch am 100-Meter-Einzelrennen teil, schied jedoch im Semifinale aus. Am 2. September 1928 unterbot in Berlin die deutsche Sprintstaffel mit Jonath, Corts, Houben und Körnig in 40,8 s den Weltrekord der US-amerikanischen Olympiasieger, allerdings gelang diese Verbesserung auf einer 600-Meter-Bahn, also mit einer Kurve weniger als bei den Olympischen Spielen.
1925 und 1928 war Corts Deutscher Meister im 100-Meter-Lauf, wobei er 1925 für die Stuttgarter Kickers und 1928 für den DSC Berlin startete. Bei seinem Meisterschaftserfolg 1928 am 15. Juli 1928 stellte er in 10,4 s seine persönliche Bestleistung auf; diese Zeit stellte den Weltrekord des Amerikaners Charles Paddock ein, wurde aber von der IAAF nicht offiziell als Weltrekord anerkannt. Bei einer Größe von 1,77 m hatte Corts ein Wettkampfgewicht von 68 kg. Er starb durch Suizid.